# Нижняя Галилея (регион)
Нижняя Галилея (ивр. הגליל התחתון‎, HaGalil HaTaḥton; араб. الجليل الأسفل‎, al-Jalil al-Asfal) — регион в составе Северного округа Израиля. На юге Нижняя Галилея граничит с Изреельской долиной, на севере — с Верхней Галилеей, от которой её отделяет долина Бейт-Керем, на востоке — с Иорданской рифтовой долиной, с рекой Иордан и озером Кинерет, а на западе — с частью Израильской прибрежной равнины, известной как долина Звулун (долина Завулон), протянувшейся между хребтом Кармель и Акко.
Нижняя Галилея — это южная часть Галилеи. Во времена Иосифа Флавия она простиралась в ширину от Ксалота (Иксала) до Берсабы, а в длину — от Кабула до Тверии, занимая площадь около 470 км². Её называют «Нижней», поскольку она менее гориста, чем Верхняя Галилея. Вершины Нижней Галилеи возвышаются над уровнем моря на 500 м. Самые высокие вершины — гора Камон (598 м) в северной части Нижней Галилеи и гора Фавор (588 м) в южной части.

## География
Нижняя Галилея состоит из трех различных регионов, которые отличаются по своему геологическому строению:
- Западная Нижняя Галилея,
- Центральная Нижняя Галилея,
- Высокие районы восточной Нижней Галилеи.

Центральная часть Нижней Галилеи состоит из невысоких горных хребтов, простирающихся с востока на запад, и нескольких долин между ними; к югу от долины Бейт-Керем находится горный хребет Шагор, затем долина Сахнин, хребет Йодфат, долина Бейт-Нетофа, долина и хребет Туран, хребет Назарет и долина Ксулот. В западной части Нижней Галилеи есть несколько невысоких холмов (200—300 метров), покрытых дубовыми лесами, центральная часть Нижней Галилеи более гористая, а восточная часть Нижней Галилеи переходит в плоские базальтовые горы, достигающие высоты 300 метров над уровнем моря, которые тянутся с северо-востока на юго-запад.
Несмотря на то, что пейзаж Нижней Галилеи менее резкий, чем пейзаж Верхней Галилеи, он более зелёный, спокойный и тихий. Нижняя Галилея более легко доступна для большинства израильтян (менее чем 2 часа езды от Тель-Авива). Большая часть продукции израильских ферм производится в Нижней Галилее, особенно в Изреельской долине и долине Бейт-Шеан.

## Тип почвы
Почва Нижней Галилеи в основном состоит из следующих пород:
- Известняк — земли в центральной части Нижней Галилеи состоят в основном из известняка, который образовался в результате накопления раковин и скелетов морских организмов на морском дне.
- Коричневая Терра Росса — в регионе Нижней Галилеи также много участков, состоящих из этого типа почвы с высоким содержанием минералов. Терра Росса является основой для развития лесов в Галилее, поскольку содержит большое количество минералов, необходимых для роста деревьев.
- Базальт — земли на востоке Нижней Галилеи (в районе Голанских высот) состоят в основном из базальта. Базальт — это тип горной породы, образовавшийся в результате извержения горячей магмы из вулканов, которая затем остыла и стала твердой и непроницаемой. В базальтовых районах также очень плодородная почва.

## Водные ресурсы
До 1932 года поселения в восточной части Нижней Галилеи использовали только родниковую воду, которая находилась вблизи деревень, и которой хватало только на домашние нужды, поэтому орошаемое земледелие в Нижней Галилее в то время было невозможно. В 1932 году в долине Явнеэль была пробурена первая скважина, которая обеспечила Явнеэль водой для орошения. В 1942 году был построен водопровод от Галилейского моря до деревни, в результате чего расширились сельскохозяйственные угодья, которые использовали в основном новые источники воды, несмотря на относительно высокую стоимость воды в то время. В течение первого десятилетия существования государства Израиль деревни Нижней Галилеи находились в постоянной борьбе с правительством, требуя, чтобы оно решило их проблемы с водой. После того как несколько попыток бурения местных скважин, предпринятых в те годы, не увенчались успехом, от Галилейского моря были проложены водопроводы ко всем деревням Нижней Галилеи.

## Исторический обзор
В железном веке Нижняя Галилея входила в состав Израильского царства, которое в VIII веке до н. э. попало под власть Ассирийской империи. Ассирийцы изгнали местное израильское население, что привело к депопуляции региона. Археологические данные свидетельствуют о том, что число поселений в Нижней Галилее сократилось с 60 до 733/732 года до н. э. до нуля и оставалось необитаемым в течение многих веков. Только в персидский период эта территория была заселена, и было основано 30 известных поселений.

## Галерея
- Гора Фавор
- Базилика Преображения Господня (Фавор)
- Долина Бейт Нетофа
- Амуд
- Арбель (гора)
- Руины Сепфориса
- Мозаика "Мона Лиза из Галилеи" в Сепфорисе
- Назарет